# Piper kleinii
Piper kleinii är en pepparväxtart som beskrevs av Truman George Yuncker. Piper kleinii ingår i släktet Piper och familjen pepparväxter. Inga underarter finns listade i Catalogue of Life.